# Trichys fasciculata
Trichys fasciculata é uma espécie de roedor da família Hystricidae. É a única espécie do gênero Trichys.
Pode ser encontrado nas ilhas de Bornéu e Sumatra, e na península Malaia.